# Predrag Đajić
Predrag Đajić (Sarajevo, 1 de maio de 1922 - Varsóvia, 13 de maio de 1979) foi um futebolista iugoslavo. Ele competiu na Copa do Mundo FIFA de 1950, sediada no Brasil, na qual a seleção de seu país terminou na quinta colocação dentre os treze participantes.